# Caïpirinha
La caïpirinha (prononcé : /kaj.pi.ʁi.ɲa/, du portugais : caipirinha, /kaj.pi.ˈɾi.ɲɐ/ litt. « petite caipira », ou « petite rustique ») est un cocktail brésilien préparé à base de cachaça, de sucre et de citron vert. Créé par les paysans dont il tirerait son nom (caïpira signifierait péquenaud en portugais), ce cocktail est très populaire et largement consommé dans les restaurants, bars et boîtes de nuit.

## Histoire
Il existe plusieurs théories autour de l'origine de la caïpirinha.
Le cocktail est proche de la batida de limão (batida de jus de citron vert) ayant pour seule différence la méthode de préparation.
Au XVIIe siècle une boisson composée de cachaça, citron vert, aïl et miel serait apparue pour guérir les esclaves africains de la grippe.
Une boisson aux mêmes ingrédients aurait été utilisée à Paraty (Rio de Janeiro) en 1856, comme une mesure pour combattre l'épidémie de choléra dans la région. Carlos Eduardo Cabral de Lima, directeur de l'Institut brésilien de la Cachaça (Instituto Brasileiro da Cachaça, IBRAC), signale en plus que les marins de Paraty buvaient eux aussi un mélange de cachaça et citron vert pour pallier la carence en vitamine C et le scorbut en haute-mer.
Deux dernières versions tracent son origine à Piracicaba (São Paulo), où, en 1918 la caïpirinha aurait été consacrée soit au traitement de la grippe espagnole, soit à se substituer au whisky et à d'autres alcools d'importation.
Depuis 1992, la caïpirinha est inscrite dans la liste des cocktails officiels de l'Association internationale des barmen (International Bartenders Association, IBA). En 2008, sa recette fut réglementée par le ministère d'agriculture du Brésil.

## Ingrédients et préparation
Ingrédients et préparation :
- une mesure (5 cl) de cachaça (alcool de canne à sucre brésilien) ;
- un citron vert (ou un demi suivant sa taille) ;
- une cuillère à soupe de sucre en poudre (de préférence du sucre de canne blanc) ou 1,5 cl de sirop de canne à sucre ;
- de la glace pilée ou des glaçons.

Servir de préférence dans un verre old-fashioned. Placer le citron coupé en morceaux dans le verre et verser une bonne cuillère à soupe de sucre. Piler fermement le tout dans le verre avec le sucre en poudre jusqu'à l'extraction la plus complète possible du jus.
Utiliser une paille coupée en deux, un morceau plus grand que l'autre. Si l'on veut boire moins d'alcool utiliser la grande (qui va au fond du verre et prend plus d'eau), ou, inversement, utiliser la petite pour boire plus l'alcool, qui sera en surface, car moins dense que l'eau.
Pour une réalisation plus rapide, utiliser du lime cordial (jus de citron vert sucré) à la place du citron et du sucre. On parle alors de capirina.
D'autres cocktails à base de caïpirinha sont aussi populaires au Brésil : les caïpifrutas, qui sont préparés à partir de fruits autres que le citron vert, tels que mangue (manga), fruit de la passion (maracuja), fraises (morango), mûres (amoras), pomme de cajou, ananas (abacaxi)… Il existe une variante salvadorienne nommée barrinha à la Barra de Santiago préparée avec des produits locaux : citron mandarine, sucre de canne et eau de vie de canne à sucre (guaro), qui bénéficie d'une grande popularité.
Les compositions alternatives les plus populaires dans le monde sont la caïpiroska où la cachaça est remplacée par de la vodka, et la caïpirissima où la cachaça est remplacée par du rhum.